# قائمة حلقات فرينج
فرينج أو الهامشية (بالإنجليزية: Fringe) هو مسلسل خيال علمي أمريكي من تأليف جاي جاي أبرامز وإخراج ديران سارافيان. وتم عرضه لأول مرة في 9 سبتمبر 2008 على شبكة فوكس التلفزيونية. يتحدث مسلسل فرينج عن فريق من مكتب التحقيقات الفيدرالي يعرف باسم «الهامشية» مركزه الرئيسي في مدينة بوسطن ويعمل تحت إشراف وزارة الأمن الداخلي. يستخدم هذا الفريق العلوم الهامشية مع تقنيات الـFBI للتحقيق في الأحداث الغير المبررة والمروعة التي تحدث في أماكن كثيرة حول العالم والمعروفة باسم «حوادث النمط». ويتألف الفريق من: أوليفيا دونام وهي العميلة المسؤولة عن التحقيق في الشعبة، والعالِم والتر بيشوب وابنه بيتر بيشوب وآخرون من مكتب التحقيق الفدرالي ووزارة الأمن الداخلي. وقد كان من المقرر أن يكون الموسم الأول يتكون من 22 حلقة إلا أن حلقة منها أُضيفت إلى الحلقة الأولى لتصبح حلقة مزدوجة، والحلقة الأخرى أضيفت في الموسم الثاني، ليصبح الموسم الأول عدد حلقاته فعليّا 20 حلقة. وبدأ عرض الموسم الثاني من المسلسل في 17 سبتمبر 2009 حتى 20 مايو 2010 وعدد حلقاته 23. أما الموسم الثالث فبدأ عرضه في 23 سبتمبر 2010 حتى 6 مايو 2011 وعدد حلقاته 22. ثم بدأ عرض الموسم الرابع الذي يتكون من 22 حلقة. وأخيراً عُرض الموسم الخامس والأخير في 28 سبتمبر 2012 واختتم في 18 يناير 2013 وعدد حلقاته 13 حلقة.

## نظرة عامة
| الموسم | الموسم | عدد الحلقات | تاريخ العرض    | تاريخ العرض    | تاريخ العرض                                     | تاريخ العرض                                  | تاريخ إصدار نسخة الديفيدي والبلو راي | تاريخ إصدار نسخة الديفيدي والبلو راي | تاريخ إصدار نسخة الديفيدي والبلو راي |
| الموسم | الموسم | عدد الحلقات | تاريخ البدء    | تاريخ الانتهاء | موعد العرض                                      | عدد المشاهدين في الولايات المتحدة (بالمليون) | المنطقة الأولى                       | المنطقة الثانية                      | المنطقة الرابعة                      |
| ------ | ------ | ----------- | -------------- | -------------- | ----------------------------------------------- | -------------------------------------------- | ------------------------------------ | ------------------------------------ | ------------------------------------ |
|        | 1      | 20          | 9 سبتمبر 2008  | 12 مايو 2009   | الثلاثاء 9:00 مساءً                              | 10.02                                        | 8 سبتمبر 2009                        | 28 سبتمبر 2009                       | 30 سبتمبر 2009                       |
|        | 2      | 23          | 17 سبتمبر 2009 | 20 مايو 2010   | الخميس 9:00 مساءً                                | 6.25                                         | 14 سبتمبر 2010                       | 27 سبتمبر 2010                       | 10 نوفمبر 2010                       |
|        | 3      | 22          | 23 سبتمبر 2010 | 6 مايو 2011    | الخميس 9:00 مساءً (2010) الجمعة 9:00 مساءً (2011) | 5.83                                         | 6 سبتمبر 2011                        | 26 سبتمبر 2011                       | 26 أكتوبر 2011                       |
|        | 4      | 22          | 23 سبتمبر 2011 | 11 مايو 2012   | الجمعة 9:00 مساءً                                | 4.22                                         | 4 سبتمبر 2012                        | 24 سبتمبر 2012                       | 31 أكتوبر 2012                       |
|        | 5      | 13          | 28 سبتمبر 2012 | 18 يناير 2013  | الجمعة 9:00 مساءً                                | —                                            | 7 مايو 2013                          | 13 مايو 2013                         | —                                    |

## قائمة الحلقات

### الموسم الأول (2008-2009)
Fringe (season 1)

### الموسم الثاني (2009-2010)
في الحلقة الحادية عشر من الموسم الثاني «الكشف» يظهر العميل تشارلي فرانسيس الذي كان قد قُتلَ سابقاً، في الحقيقة فإن هذه الحلقة قد صورت بالموسم الأول ولم تعرض حتى الموسم الثاني. ودليل آخر على أن الحلقة هذه من الموسم الأول هو أن شكل شعر العميلة أستريد هو نفسه الذي كان في الموسم الأول.

### الموسم الثالث (2010-2011)
في 6 مارس 2010 أفادت مجلة «انترتينمنت ويكلي - Entertainment Weekly» بأنه سيتم إتباع مسلسل فرينج بموسمٍ ثالث. وعُرض لأول مرة في 23 سبتمبر 2010. وعدد حلقاته 22 حلقة.

## وصلات خارجية
- الموقع الرسمي لمسلسل Fringe نسخة محفوظة 28 مارس 2010 على موقع واي باك مشين.
- قائمة بالحلقات في موقع IMDB
- الحلقات في موقع TV.com
- الحلقات في موقع epguides.com